# Fabian Maier (Moderator)

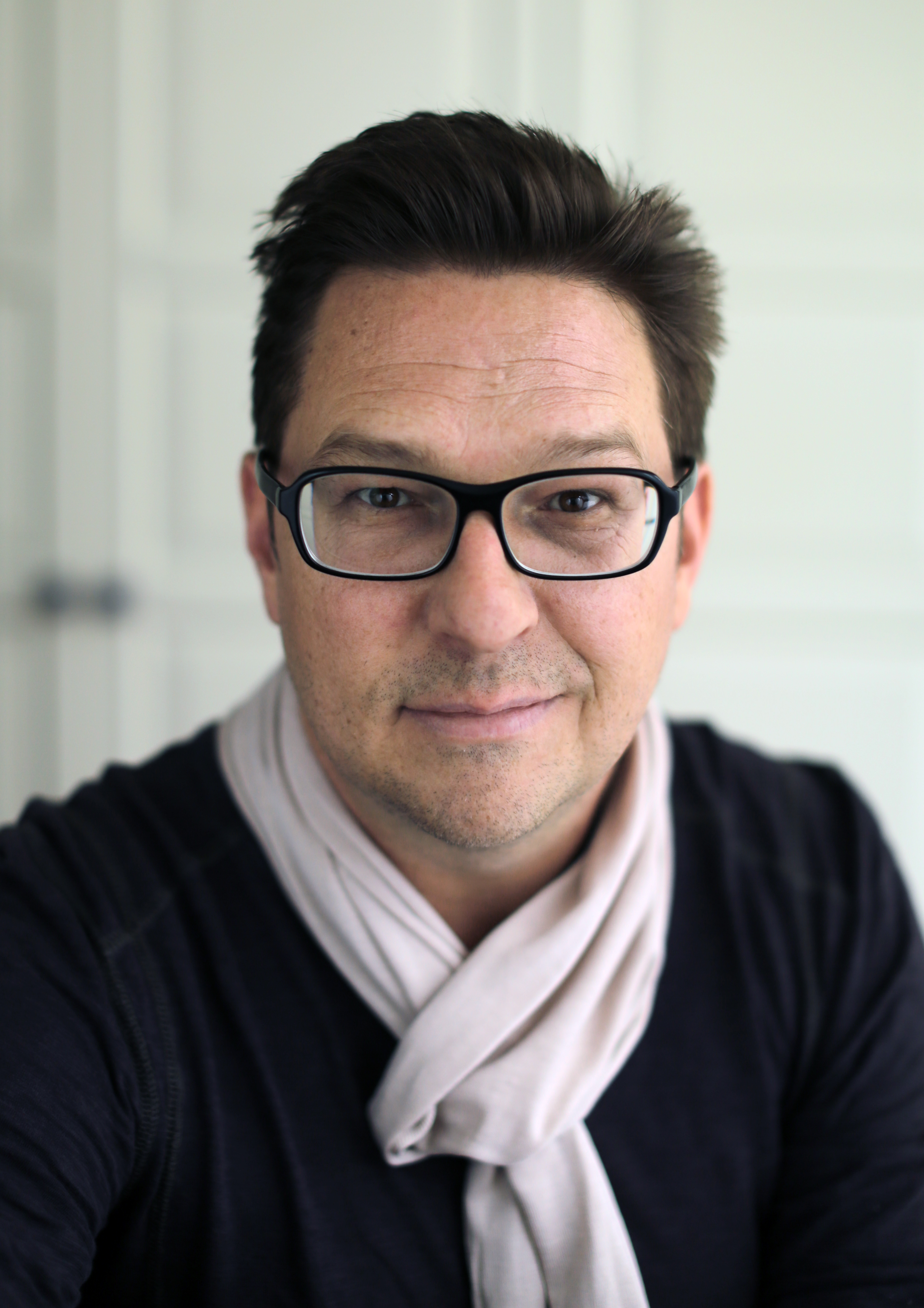
Fabian Maier, März 2016

Fabian Alexander Maier (* 6. Juli 1971 in Minden) ist ein deutscher Journalist, Radio- und Fernseh-Moderator.

## Biografie
Fabian Maier wuchs als Sohn einer Grundschullehrerin und eines promovierten Brauingenieurs in Bielefeld auf.
Seine erste Sendung moderierte er in der Nacht des Mauerfalls am 9. November 1989 beim Sender Radio 100 in Berlin, bei dem er später auch volontierte.
Knapp vor und nach dem Einigungsvertrag und der Währungsunion 1990 arbeitete Maier als erster Westdeutscher beim Jugendprogramm DT 64 des Rundfunks der DDR. Nach der Abwicklung des Senders 1992 wechselte er für kurze Zeit zum Privatsender Energy 103,4 in Berlin. Für den neu gegründeten (Öffentlich-Rechtlichen) Ostdeutschen Rundfunk Brandenburg (ORB) half er danach das neue Jugendprogramm Rockradio B aufzubauen.
Ab 1993 arbeitete Maier zehn Jahre beim Jugendhörfunksender Fritz (Hörfunksender) (RBB), dem Nachfolgeprogramm von Rockradio B und Radio 4 U (SFB). Anschließend wechselte er für zwei Jahre von den Öffentlich-Rechtlichen zum Privatsender 104.6 RTL.
Von 2004 bis 2014 war er als Chefmoderator bei 105’5 Spreeradio tätig und moderierte während der werktäglichen Drive Time „Die Fabian Maier Show“.
Fabian Maiers zeitgleiche Tätigkeit beim Fernsehen brachte ihn zu Moderationen bei Phoenix, TV Berlin (Unterwegs in Berlin) und zum deutsch-polnischen Magazin des ORB-Fernsehens, Kowalski trifft Schmidt.
Seit 2016 verantwortet er als Programmdirektor 98.2 Radio Paradiso und ist Morningshow-Anchor der werktäglichen Sendung „Fabian Maier am Morgen“.
Fabian Maier engagiert sich im Rahmen des Instituts für Medien und Digitaljournalismus an der Sigmund Freud Privatuniversität Berlin auch für den journalistischen Nachwuchs.

## Privates
Maier ist verheiratet und hat eine Tochter. Die Familie lebt in Berlin-Kreuzberg und der Südsteiermark.